# Salamon Mosković
Salamon (Samojlo) Mosković (Zagreb, 7. lipnja 1864. — ?), hrvatski političar i gospodarstvenik. Smatrao se "hrvatskim Izraelićaninom". Volio je iskazivati hrvatsko domoljublje, govoreći da će on i njegovi istovjernici još više voliti hrvatsku domovinu, što ih više hrvatski neprijatelji i izdajnici budu napadali.

## Životopis
Rodio se je 1864. u Zagrebu u mnogobrojnoj židovskoj obitelji od oca Adolfa Abrahama, rodom iz Lugoša i matere Jelene rođ. Švabenic (Schwabenitz). Otac je radio kao bačvar. Iz Lugoša obitelj je doselila u Zagreb 1860-ih. Posao je krenuo. Salamon je došao do mjesta suvlasnika kemijske tvornice za preradu otpadaka, koja je oko 1900. prerasla u tvornicu krovne ljepenke, umjetnih gnojiva i građevinskog materijala. Mosković je također radio kao knjigovođa i trgovački posrednik. Obnašao je dužnost ravnatelja Trgovačke veresijske zadruge. Ušao je i u turizam. Suosnivač je dioničkog društva Palace hotela po čemu je pionir turizma u Zagrebu.
Pripadnik starije generacije židovskih pravaša. Mosković je spadao uz istaknuta imena židova u Stranci prava poput Hinka Hinkovića i Egidija Kornitzera.
Zaneseni pristaša ideje o oslobađanju slavenskih naroda po Ruskom Carstvu i hrvatske samostalnosti i neovisnosti. Na jednom društvenom događaju (građanski ples) ponovio je riječi Erazma Barčića o "kozačkom kopitu na bečkom pločniku" zbog čega je završio u zatvor na nekoliko mjeseci.
Kao član Čiste stranke prava na izborima je ušao u gradsko zastupstvo grada Zagreba. Isticao je da je antisemitizam nešto strano u hrvatskom društvu koje samo nekoliko osoba podupire i da je to došlo iz tuđine. Nakon članka u Srbobranu Srbi i Hrvati izbile su protusrpske demonstracije 1902. na kojima je podjarivao puk na razbijanje srpske imovine i zalagao se je u gradskoj skupštini za zabranu Srbobrana.
Nije poznata daljnja sudbina.